# فطور إنجليزي

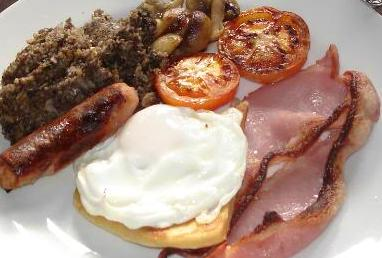
النسخة الاسكتلندية من الفطور الإنجليزي

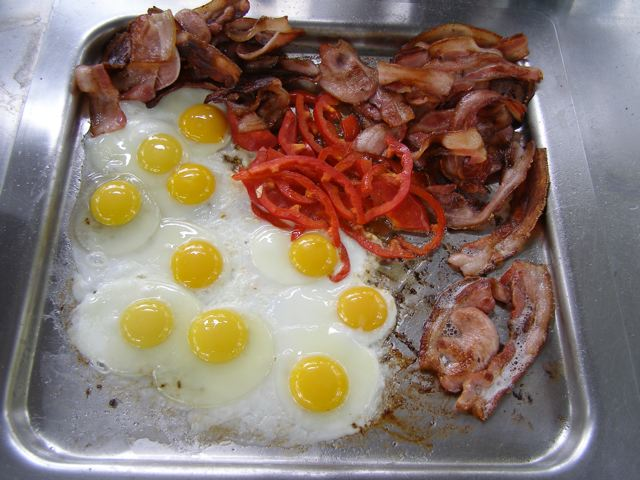
شي لحم وبيض وفليفلة في أستراليا.

فطور إنجليزي أو فطور متكامل هو وجبة فطور على الطريقة الإنجليزية يحتوي تقليدياً على اللحم المطهي ويمكن أيضاً تقديمه في عدة أوقات أخرى غير الصباح. هناك عدة أسماء وألقاب له كالباكون والبيض وفراي-آب والفطور التقليدي.
يحتوي الفطور المتكامل على عدة مكونات من أهمها الباكون والبيض لكن هناك طريقة للنباتيين وهو مشهور في الجزر البريطانية والعالم الأنجلوفوني. اشتهر الاسم باكون وبيض من قبل إدورد بارنايز في عشرينيات القرن العشرين. لتعزيز مبيعاته من لحم الباكون، أجرى استطلاع لرأي الأطباء وذكروا في توصياتهم أن الناس يأكلون وجبات الإفطار التخمة. أرسل نتائجه إلى 5000 طبيب مع إعلانات عن الباكون والبيض كإفطار تخم.
هناك عدة أجزاء من المملكة المتحدة لها طريقتها ومكوناتها الخاصة في تحضير الفطور المتكامل بما فيها الفطور الإنجليزي المتكامل والفطور الإيرلندي المتكامل والفطور الإسكتلندي المتكامل والفطور الويلزي وأولستر المقلي. على سبيل المثال يتضمن الفطور الإسكتلندي البودينغ الأسود.

## الأصل
استعمل مصطلح الفطور المتكامل للتفريق بينه وبين الفطور القاري المكون من الشاي والقهوة والعصير والكرواسون والمعجنات.

### الفطور اليومي
تقدم عدة مقاهي ومطاعم الفطور المتكامل على طول ساعات النهار كوجبة فطور يومي. يمكن أن ينضاف إليه العصير والشاي والقهوة أو في مشروب كحولي.

## المقادير التقليدية
تتنوع مقادير الفراي-آب حسب المناطق ويقدم معه توابل مثل الكتشب الصلصة :
| - باكون مقلي أو مشوي. - فاصولياء. - خبز مقلي. - بودينغ أسود. - بطاطس مقلية. - البيض المقلي أو المسلوق أو المخفوق أو المطهو في سلة. - المفن. - التوست الفرنسي. - بودينغ الفواكه. - البايلا. - الكلى مقلية أو مشوية. - السمك المدخن. | - الفطر المقلي. - كعكة الشوفان. - فطيرة (الولايات المتحدة وكندا وأيرلندا). - البطاطس المطفية في الزيت. - خبز البطاطس. - سجق. - خبز الصوجا. - توست. - الطماطم المقلية أو المشوية أو المعلبة. - وافل. - بودينغ أبيض. |

## وصلات خارجية
- كتاب طبخ:فطور إنجليزي
- أولستر المقلي
- لماذا الفطور المتكامل قاتل نسخة محفوظة 12 مايو 2008 على موقع واي باك مشين.
- في العمق يغطي الإفطار الأيرلندي في أيرلندا وخارجها
- موقع قائمة الفراي-آب المحلية الناشئة في مختلف أنحاء المملكة المتحدة